# Corydaloides scudderi
Corydaloides scudderi (лат.) — вымерший вид крупных крылатых насекомых из рода Corydaloides семейства Corydaloididae отряда Мегасекоптеры. Единственный известный науке представитель своего рода и семейства. Описан по голотипу-отпечатку MNHN.F.R51157, найденному в гжельских озёрно-дельтовых сланцах в формации сланцев Комментри во Франции из гжельского яруса каменноугольного периода (карбона) (303,7—298,9 миллионов лет назад). Ранние авторы, считали неполовозрелых и даже взрослых особей Corydaloides scudderi амфибиями, основываясь на наличии девяти пар боковых брюшных двураздельных структур, интерпретируемых как брюшные трахейные жабры либо как гомологичные структуры. С другой стороны эти заметные двураздельные структуры сравнивают с боковыми краями тергита современной поденки Oniscigaster wakefieldi. Если боковые брюшные раздвоенные структуры представляют собой функциональные трахейные жабры у взрослых особей C. scudderi, следует рассмотреть возможность того, что эти насекомые получали кислород на мелководье, в водопадах или, возможно, плавая на поверхности воды, и, благодаря своим крыльям, вероятно, никогда не погружались под воду. Действительно, постоянно расправленные крылья Megasecoptera были бы
серьёзным препятствием для полностью водного образа жизни в открытых и глубоких водоёмах.